# Rest in P
Rest in-P è un album postumo di Eddie Hazel, chitarrista dei Parliament e dei Funkadelic.
L'album contiene vari brani inediti registrati da Hazel negli anni fra il 1975 ed il 1977.

## Tracce
1. "Until It Rains" (Grace Cook)
2. "Beyond Word and Measure" (Grace Cook)
3. "Relic 'Delic (Purple Hazel)" (Grace Cook)
4. "Straighten Up" (Grace Cook)
5. "Juicy Fingers" (Grace Cook)
6. "We Three" (Grace Cook, George Clinton)
7. "Why Cry?" (Grace Cook)
8. "We Are One" (Grace Cook)
9. "No, It's Not!" (Grace Cook, George Clinton)
10. "Until It Rains" (Reprise)

N.B. Grace Cook è la madre di Eddie Hazel.